# Andrew Bembel
Andrew Onufrievich Bembel   ( 1905 - 1986 )  fue un escultor bielorruso de la época soviética, artista del Pueblo de la República Socialista Soviética de Bielorrusia (1955) y profesor de la Academia (1962).

## Datos biográficos
Andrew Bembel, nació el 17 de octubre de 1905 en la ciudad de  Velizh , provincia de Vitebsk
Desde 1924 a 1927 estudió en la Escuela de Arte de Vitebsk , a continuación, en 1931 se graduó en la Academia de las Artes de Leningrado  . Desde 1947, dedicado a la enseñanza, desde 1953 - en el instituto de arte teatral bielorruso . Presidente de la Unión de Artistas de Bielorrusia (1950-1954, 1982-1986).
Su hijo, Oleg Bembel se hizo conocido como disidente.

## Obras destacadas
Bembel es el autor de diferentes obras escultóricas para edificios oficiales. Durante la guerra mundial realizó un retrato en bronce del héroe  M.F. Gastello (bronce, 1943). También trabajó en proyectos para el monumento a los héroes de Stalingrado, un bajorrelieve "partisanos bielorrusos", y en retratos de los héroes de la Unión Soviética - F.I. Pawlowski,  Gulyaev  y Kalinin.

## Museo
En 1995, en Minsk, en la casa-estudio de Bembel, se inauguró el Museo de Escultura Moderna Bielorrusa con el nombre de Bembel.